# Guarea venenata
Guarea venenata е вид растение от семейство Meliaceae. Видът е незастрашен от изчезване.

## Разпространение
Видът е разпространен в Бразилия (Амазонас) и Колумбия.